# Els Perers (Llobera)
Els Perers és una masia situada al municipi de Llobera, a la comarca catalana del Solsonès.